# Istiodactylidae
Az Istiodactylidae a hüllők (Reptilia vagy Sauropsida) osztályának a Pterosauria rendjébe, ezen belül a Pterodactyloidea alrendjébe tartozó család.

## Rendszerezés
A családba az alábbi nemek tartoznak:
- Istiodactylus típusnem
- Nurhachius
- Liaoxipterus

## Tudnivalók
Az Istiodactylidae egy kis termetű pterosauria család. Ez a család 2001-ben kapta nevét, amikor rájöttek, hogy a típusgénusz, az Istiodactylus, nem tagja az Ornithodesmus nemnek.
Az Istiodactylidae-fajok középméretű pterosauruszok voltak, lapos, kerek csőrrel. Csőrűk hasonlított a kacsáéra. Szájukban sorban elhelyezkedő, kis fogak ültek.